# Pfarrkirche Irschen

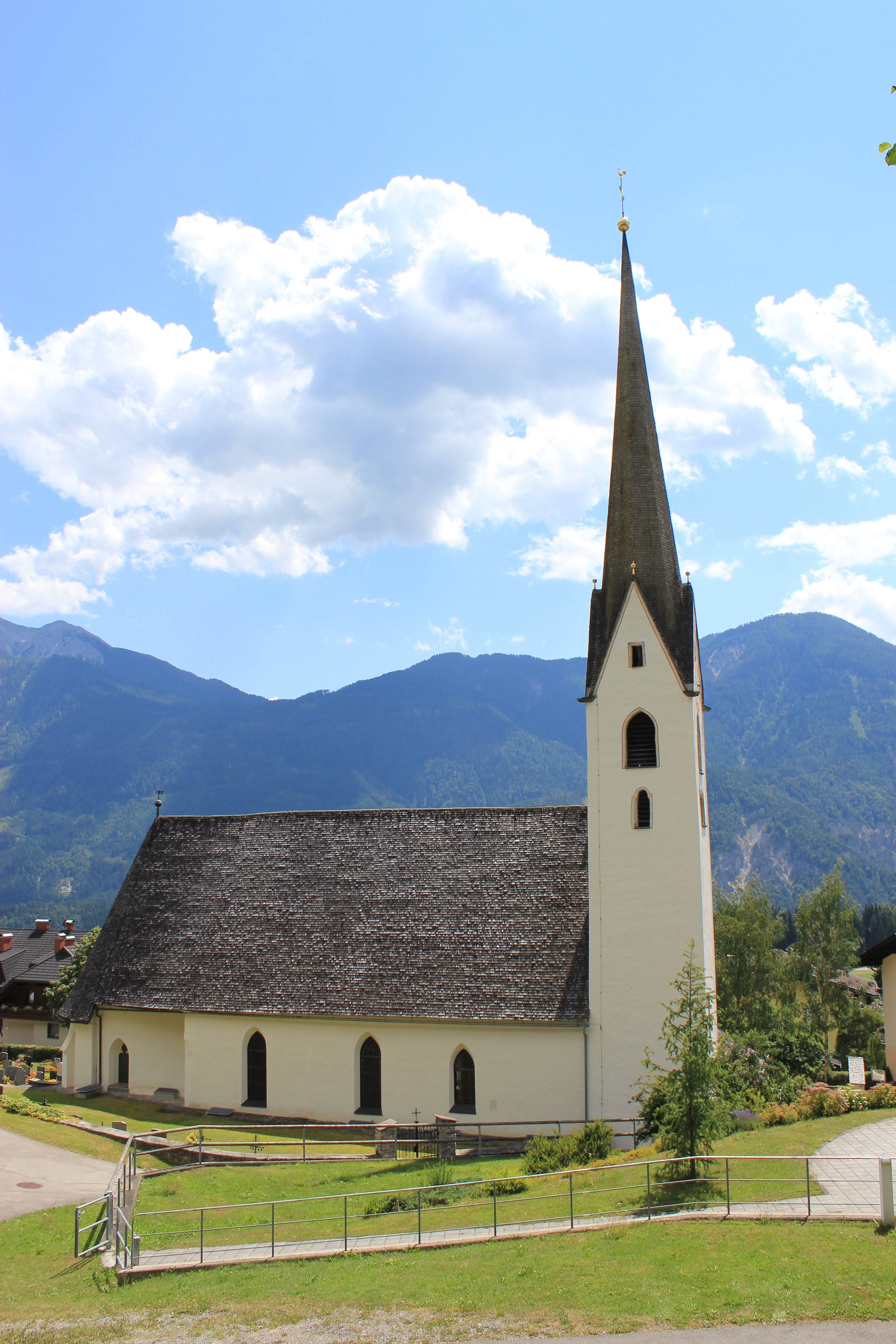

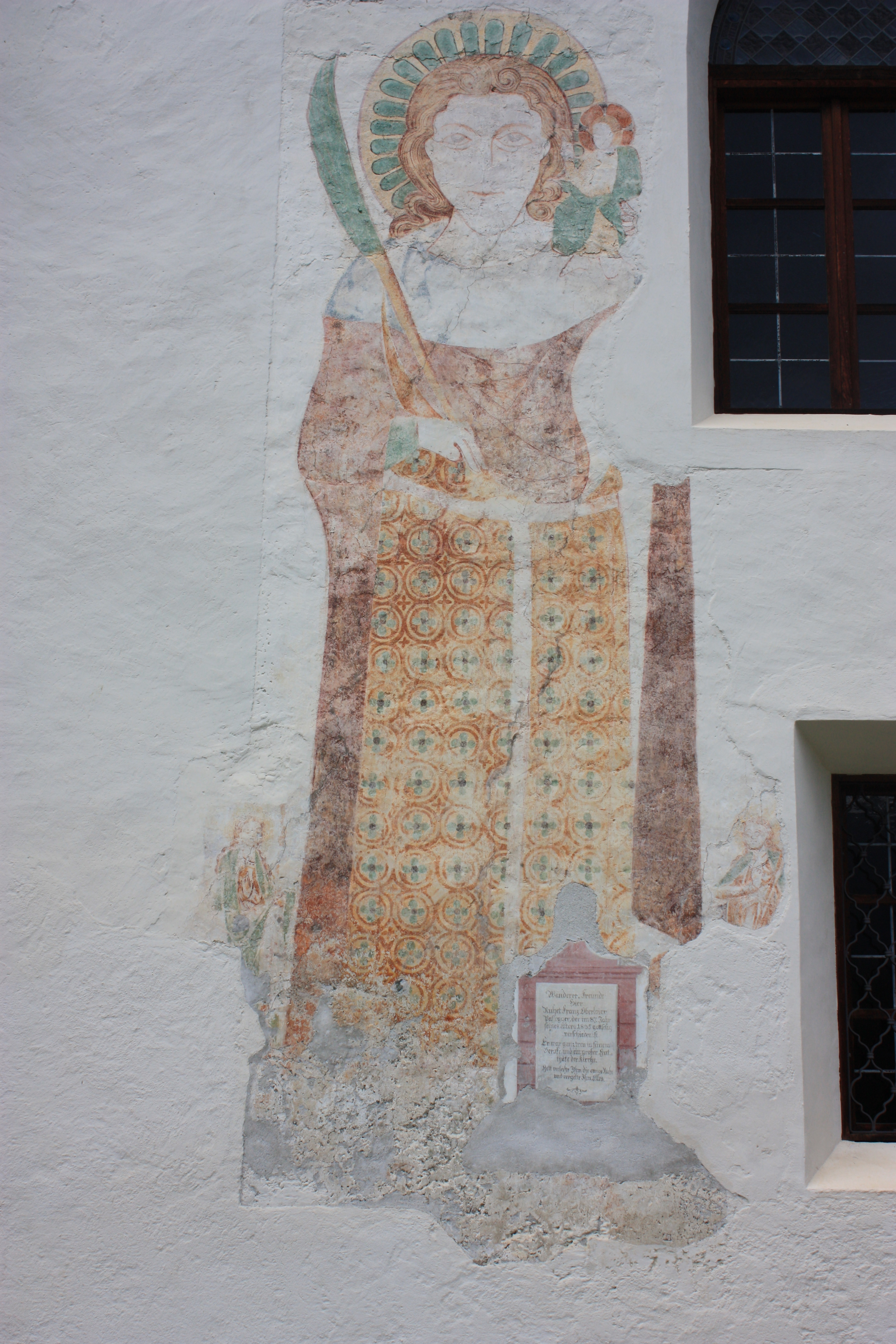
Christophorusfresko

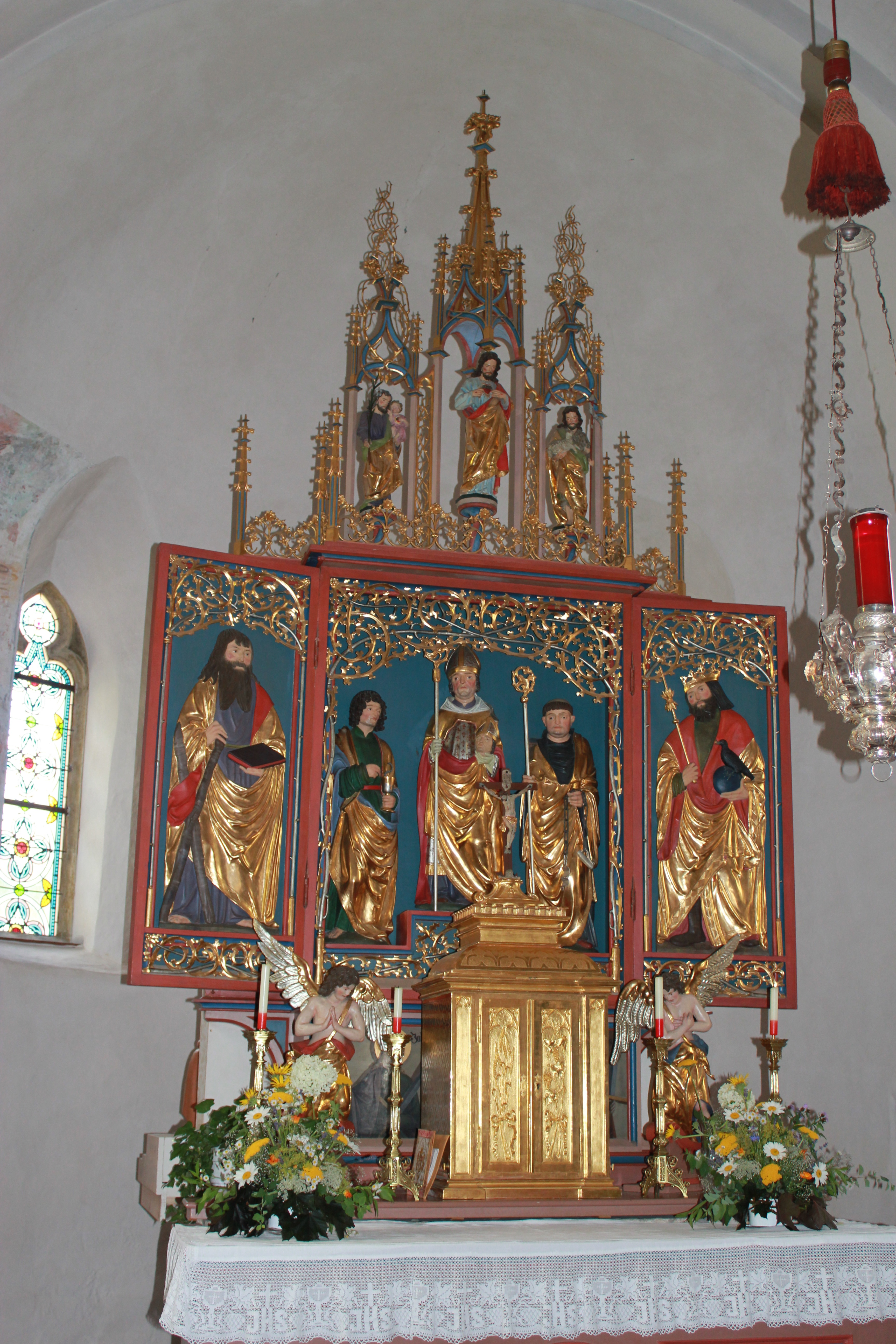
Hochaltar

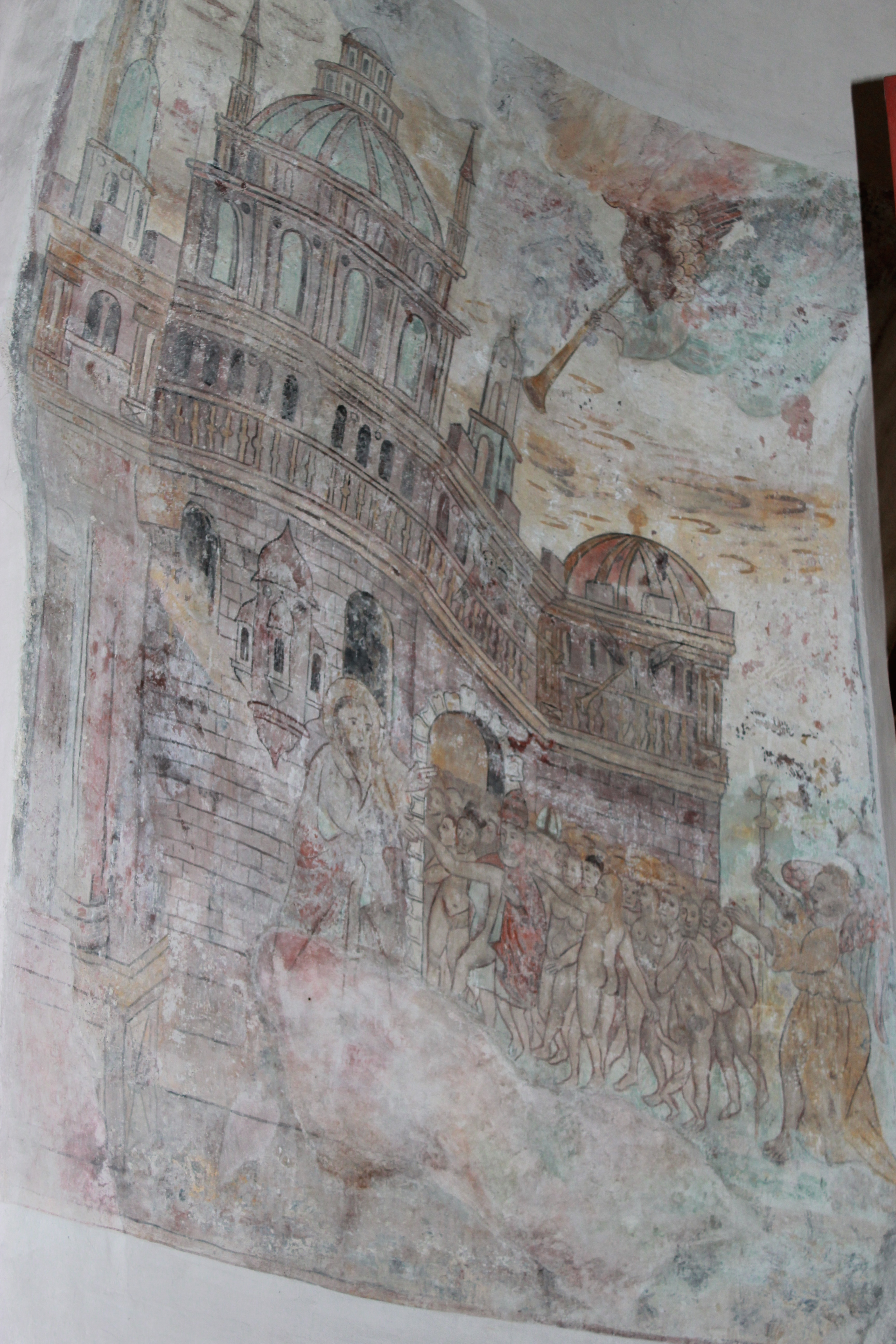
Weltgerichtsfresko

Die Pfarrkirche Irschen in der Gemeinde Irschen in Kärnten ist dem heiligen Dionysus geweiht.

## Geschichte
Das Patrozinium des heiligen Dionysius weist auf eine frühe Entstehungszeit der Kirche, möglicherweise bereits im 9. Jahrhundert, hin. Eine Pfarre Irschen wurde 1190 erstmals urkundlich erwähnt. Sie ist die Mutterpfarre von Oberdrauburg und Nikolsdorf und unterstand spätestens ab dem 13. Jahrhundert der Erzdiözese Salzburg. Die Kirche wurde 1847, 1940 und zuletzt 1991/92 restauriert.

## Bauwerk
Der Ende des 12. Jahrhunderts erbaute romanische Chor besteht aus einem Chorquadrat und einer halbkreisförmigen Apsis und wird von einfachen kleinen Strebepfeilern gestützt. Das zweischiffige, dreijochige Langhaus mit einfach abgetreppten Strebepfeilern an der Südseite ist im gotischen Stil errichtet. An der Nordwestecke des Langhauses steht ein Turm mit dreiteiligen rundbogigen Öffnungen, welche die Schallfenster des ehemals niederen Turms aus der Zeit der Romanik waren, und spitzbogigen Schallfenstern. Der Turm ist von einem Spitzgiebelhelm bekrönt. 1839 wurde an der Westfassade des Langhauses eine offene Vorhalle angebaut. Das Deckengemälde, das vermutlich vom Oberdrauburger Josef Köfler geschaffen wurde, zeigt Petrus, der den lahmen Aeneas von Lydda an der Tempeltür heilt (Apostelgeschichte 9, 32–34). Südlich des Chores fügt sich eine barocke Sakristei an. Unter dem Chor befindet sich eine kleine rechteckige Krypta mit Tonnengewölbe, die von außen durch eine rundbogige Tür an der Südseite zugänglich ist. An der Südwand des Langhauses befinden sich ein Christophorusfresko vom Ende des 13. Jahrhunderts und zwei Stifterfiguren aus dem 14. Jahrhundert. Die Langhauswände werden von originalen und erneuerten Spitzbogenfenstern untergliedert, wobei sich an der Südwand noch ein barockes Rechtecksfenster hinzugesellt. Der Chor besitzt fünf gotische Spitzbogenfenster mit ursprünglichen Maßwerknasen.
Das Sternrippengewölbe des Langhauses ruht auf zwei asymmetrisch angeordneten Rundpfeilern und vier polygonalen Wandpfeilern mit halbrunden Diensten. Die Westempore wurde in der Barockzeit eingefügt. Ein rundbogiger Triumphbogen verbindet das Langhaus mit dem schmäleren Chor. Das Kreuzrippengewölbe im Chorquadrat ruht auf Säulen mit Knollenbasen. Ein Gurtbogen verbindet Chor und Apsis. Von der Chorsüdwand führt eine erneuerte Tür in die Sakristei, darüber befindet sich eine rundbogige barocke Emporenöffnung.

## Wandmalereien
Die Fresken im Chor wurden 1939 freigelegt. Das um 1330 entstandene Gemälde an der Chornordwand hat die Verherrlichung Mariens zum Inhalt: Im oberen Teil wird Maria durch Christus gekrönt, umgeben von zwei Heiligen. Darunter in Kleeblattarkatur sitzt Maria am Thron Salomons, bewacht von Löwen und flankiert von Heiligen- und Tugendgestalten. Das nur mehr fragmentarisch erhaltene Weltgerichtsfresko in der Apsis stammt aus der Zeit um 1520. Es gibt den Empfang der Seligen durch Petrus vor der Kulisse des himmlischen Jerusalems wieder. Die Gemälde im Chorgewölbe entstanden um 1849; der Maler ist wahrscheinlich Christoph Brandstätter. Dargestellt sind die Anbetung der Hirten, Anbetung der Heiligen Drei Könige, die Verklärung Christi und wahrscheinlich der gelehrte Bischof Dionysius vor Golgatha und einem Tempeleingang. Vom selben Maler stammen die Darstellungen der Himmelfahrt Mariens und Christus als Weltenherrscher an der Triumphbogenwand. 1990 wurde an der südlichen Langhauswand über der Empore ein um 1260 datiertes Christophorusgemälde entdeckt. Darauf ist Jesus nicht als Kind, sondern als Erwachsener dargestellt. 1992 wurden florales gotisches Rankenwerk im Langhausgewölbe und ein Apostelbrustbild mit Maßwerkrahmen an der Chorsüdwand freigelegt.

## Einrichtung

### Hochaltar
Der um 1515 entstandene spätgotische Flügelaltar ist ein Werk der Jüngeren Villacher Schule. Der Altar stand bis 1799 an der heutigen Stelle unter dem Apsisbogen und wurde dann von einem spätbarocken Hochaltar von Michael Köfler ersetzt. 1899 wurde der gotische Altar nach einer Restaurierung an seinen ursprünglichen Standort zurückversetzt. Der spätbarocke Altar steht heute in der Pfarrkirche Bleiburg.
Im Schrein stehen die Statuen der Heiligen Dionysius mit dem Haupt in der Hand, der Evangelist Johannes mit dem Kelch und Leonhard mit der Kette. Die Reliefs auf den Flügeln stellen den Apostel Andreas mit dem Diagonalkreuz und den heiligen Oswald mit dem Raben dar. Auf den Außenseiten der Flügel sind der heilige Chrysanthus, der ein Todesgerippe bekämpft, und der heilige Wolfgang mit einem Kirchenmodell gemalt.
Auf der Predella sind die drei Wetterherren, Johannes Evangelist, Paulus und Florian mit jeweils einem überlangen Schwert und Tellernimbus dargestellt. Im Gesprenge steht eine Herz-Jesu-Statue, flankiert von Josef dem Nährvater und Johannes dem Täufer. Diese Figuren wurden, wie auch der neugotische Tabernakel und die Altarfassung, um 1898 von Alois Progar geschaffen. Aus dieser Zeit stammen auch das gemalte Tuch der Veronika an der Rückseite der Predella und die beiden knienden Engelfiguren.

### Marienaltar
Der auf der linken Seite stehende Frauenaltar wurde um 1760 gefertigt und birgt in der Mittelnische eine Gnadenmadonna aus der Mitte des 18. Jahrhunderts. Im Aufsatzbild sind Johannes der Täufer und ein Papst dargestellt. Bei dem Papst handelt es sich um Silvester, den zweiten Kirchenpatron, oder um Gregor den Großen. Den Abschluss des Altars bildet die Statue des Erzengels Michael mit Schwert und Seelenwaage.

### Kreuzaltar
Auf der rechten Seite steht der Kreuzaltar mit marmorierter Fassung. Das um 1525 entstandene spätgotische Kruzifix wurde um 1730 barock adaptiert. Unter dem Kreuz stehen Maria und Johannes, über dem Kreuz schweben Gottvater und der Heilige Geist. In die Predellazone ist ein Schreintabernakel aus dem 17. Jahrhundert eingefügt. Darüber befindet sich ein Herz-Jesu-Bild aus dem 19. Jahrhundert nach dem Vorbild des Bozener Herz-Jesu-Bildes von Karl Henrici von 1770. Das Vesper-Bild im Antependium wurde 1881 von Adam Brandstätter gemalt und 1995 restauriert.

### Kanzel

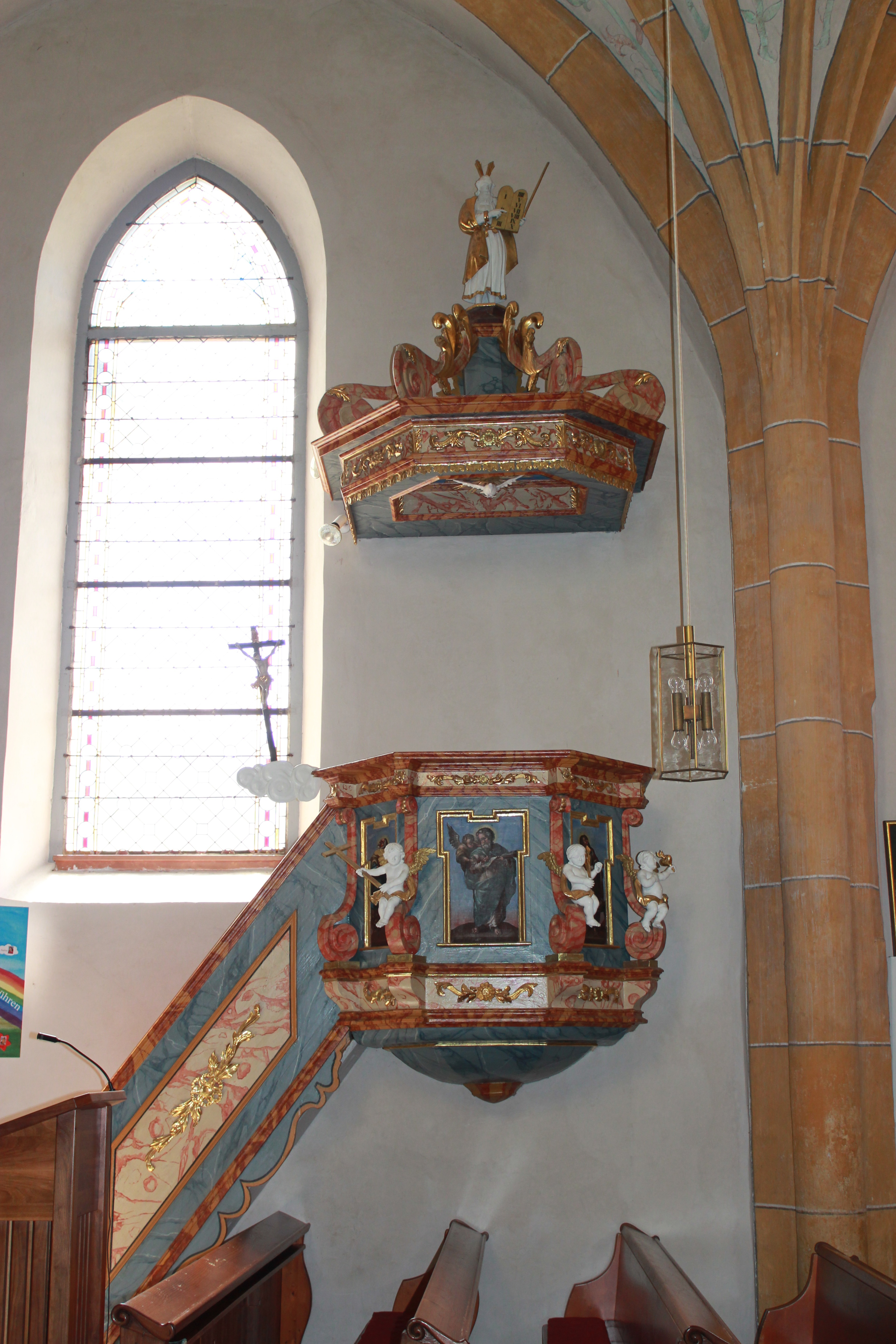
Kanzel

Die im ersten Drittel des 18. Jahrhunderts geschaffene Kanzel befindet sich an der Südwand des ersten Langhausjoches. Am Kanzelkorb ist eine Wolke mit Kruzifix angebracht. In den Brüstungsfeldern sind in Ohrrahmen die vier Evangelisten dargestellt. Auf den Eckvoluten sitzen vier Putten in Polimentweißfassung, die die Symbole der drei christlichen Tugenden in den Händen halten. Das Kreuz symbolisiert den Glauben, der Anker die Hoffnung und das Herz die Liebe. An der Unterseite des Schalldeckels schwebt eine Heilig-Geist-Taube. Bekrönt wird der Schalldeckel von der Figur Mose mit den Gesetzestafeln.

### Weitere Einrichtung
Rechts neben dem Marienaltar steht ein achteckiger Taufstein von 1892 mit einer Taufe-Christi-Skulptur aus der Mitte des 19. Jahrhunderts.
Im Chorquadrat steht auf Konsolen neben den Apostelfürsten Petrus und Paulus auch noch der heilige Ulrich mit dem Fisch. An der rechten Langhauswand sind die Konsolstatuen des Apostels Andreas und des heiligen Leonhard angebracht. Die beiden barocken Statuen aus dem 18. Jahrhundert erhielten im 19. Jahrhundert eine neugotische Farbfassung. An der linken Langhauswand sind folgende Skulpturen zu sehen: ein heiliger Oswald mit einem Raben aus der Mitte des 18. Jahrhunderts, eine von Jakob Kreisenegger aus Berg 1844 geschnitzte Schutzengelgruppe, ein Evangelist Johannes aus der Mitte des 18. Jahrhunderts sowie Johannes und Maria von einer um 1525 geschaffenen spätgotischen Kreuzigungsgruppe, die ursprünglich in einem Bildstock in Leppen bei Irschen aufgestellt war. Die Skulptur, die zwischen Johannes und Maria angebracht ist, zeigt den Unterricht Mariens und wurde 1844 von Jakob Kreisenegger gefertigt. Weiters hängt an der Südwand eine in eine Nische eingefügte Skulptur des Heilighauptes aus der zweiten Hälfte des 18. Jahrhunderts nach dem gemalten Vorbild in der Pfarrkirche Klagenfurt-St. Egid. An der Westwand über der Orgelempore ist eine Pietà von 1846 aus der Hand von Jakob Kreisenegger angebracht.
Die über das gesamte Langhaus verteilten 14 Kreuzwegbilder stammen vom Ende des 18. Jahrhunderts. Die auf Metallplatten gemalten Apostelbüsten an der Brüstung der Orgelempore wurden 1843 von Christoph Brandstätter gemalt und waren ursprünglich wohl über den gesamten Kirchenraum verteilt und hatten die Funktion von Weihekreuzen. Unter der Orgelempore hängt ein Bild, die Glorie des heiligen Dionysius darstellend, welches das Hauptbild des im 19. Jahrhundert aufgestellten spätbarocken Hochaltars war. Ein weiteres Bild mit den 14 Nothelfern wurde 1844 von Josef Köfler gemalt.
Die 1998 nach barockem Vorbild in Braun-Gold-Fassung von der Firma Orgelbau Kögler gefertigte Orgel verfügt über 19 Register, zwei Manuale und Pedal.
In der Fastenzeit verhüllt ein 1855 von Christoph Brandstätter gemaltes Fastentuch den Marienaltar und in der Karwoche wird davor ein Heiliges Grab, das 1842 vom Tischler Peter Ascher und von Christoph Brandstätter geschaffen wurde, aufgestellt.